# Alfredo Schiuma
Alfredo Schiuma (Spinazzola, Bari, Itàlia, 25 de juny de 1885 - Buenos Aires, Argentina, 23 de juliol de 1963) fou un compositor italià nacionalitzat argentí.
Als tres anys emigrà amb la seva família a l'Argentina on estudià als Conservatoris Beethoven i Romanillo d'aquesta ciutat, i encara era molt jove quan es donà a conèixer com a compositor de forta inspiració i sòlida tècnica.
Encara que, en les seves primeres obres, fortament influïdes pels mestres moderns, encara no acusava un estil definit, que hauria de trobar després d'orientar-se vers la tendència nacionalista, que inicià amb el poema simfònic La Pampa, construït sobre motius populars i ple d'efectes orquestrals pintorescs, per culminar en l'òpera Tabaré, estrenada amb gran èxit el 1925 en el Teatre Colón de Buenos Aires.
A Buenos Aires fou professor de composició, i va tenir entre altres alumnes avantatjats a Adolfo Victoriano Luna (1889-1970), guitarrista que més tard seria un bon compositor.
Entre les altres produccions de Schiuma cal citar les òperes:
- Biancafiore (1915)
- Amy Robsart (1920)
- La Sirocchia (1922)

## D'altres composicions
- La Fuente, poema simfònic
- La vida del hombre, suite simfònica
- Dues Simfonies,
- Marxa triomfal,

Una obertura, un quartet, un sextet i diverses obres per a piano